# Paul Passchier
Paul Passchier (januari 1964) is een Nederlands zanger, muzikant, scenarioschrijver en (stem)acteur. Hij werkt mee aan verschillende producties, zowel voor televisie als toneel.

## Biografie en carrière
Passchier volgt een zangopleiding (jazz) aan het Koninklijk Conservatorium in Den Haag. Deze opleiding voltooit hij in 1995 cum laude. Al vrij snel daarna belandt hij in het theater. Hij speelt mee in musicalproducties. 

### Kindervoorstellingen
Landelijk bekend wordt Passchier met zijn rol van boswachter in Ernst, Bobbie en de rest en Stan in Kleine Rode Tractor. Ook is hij betrokken bij het jaarlijkse Feest van Sinterklaas als scenarist. Daarnaast verleent Passchier zijn medewerking aan de MeeZingCeeDee's en Pieten Avonturen van De Club van Sinterklaas. Hij zingt de introsong van Bob de Bouwer en vertaalt liedjes voor Sesamstraat. Voor verschillende uitgeverijen verzorgt Passchier educatieve kinderliedjes, gericht op basisschoolleerlingen.
In 2014 brengt Passchier samen met Thedo Keizer een album uit met aangepaste sinterklaasliedjes met het oog op het in die jaren uitgebroken zwartepietendebat. Hiermee komt hij in die periode uitgebreid in het landelijke nieuws.
Op gebied van film is Passchier betrokken bij Home on the Range en Rio 1 en 2.

### Overig
Passchier speelt gastrollen in series als Dokter Deen en vormt daarnaast met Thedo Keizer een duo. Zij maken cabaret en musicals voor bedrijven. Voor verschillende bedrijven verzorgt hij commercials en bedrijfsfilms. Met Wilma Hoornstra is Passchier eigenaar van een mediabedrijf.

## Discografie
- Alles in de wereld
- Fluiten in het donker[1]
- Sinterklaasje, kom maar binnen met je Piet (met Thedo Keizer)

## Filmografie
Dit overzicht is mogelijk incompleet; u kunt helpen door het uit te breiden.

### Televisie
- Beertje Paddington – Titelsong (1997 –  2000)
- Animaniacs – Dr. Otto Scratchnsniff (vaste rol)
- Ernst, Bobbie en de Rest - Avonturen bij de boswachter – Boswachter (2001, vaste rol)
- Rozengeur & Wodka Lime – Makelaar (2001, gastrol)
- Het Zonnetje in Huis – Huwelijksgast (2002, gastrol)
- Het Feest van Sinterklaas (2002 – 2009, verschillende rollen)
- Kleine Rode Tractor – Stan (2004 – 2007, vaste rol)
- Goede tijden, slechte tijden – Maarten van Kleijs (2005, gastrol)
- Flikken Maastricht – Dokter (2009, gastrol)
- Dokter Deen  – Troubadour (2012, gastrol)
- Bob de Bouwer – Bob (2012 – 2015, vaste rol, tevens titelsong 2001 – 2015)

### Film
- Anastasia (1998)[7]
- Toy Story 2 (1999)
- Assepoester II: Dromen Komen Uit (2002)[8]
- Thomas de Stoomlocomotief: De Grote Ontdekking: rapsong Thomas is de Leider (2009)

## Persoonlijk
Passchier is de zoon van Dick Passchier die eveneens in de media werkzaam was.